# Tjärnmyrtjärnen (Bodums socken, Ångermanland, 709884-154045)
Tjärnmyrtjärnen är en sjö i Strömsunds kommun i Ångermanland och ingår i Ångermanälvens huvudavrinningsområde.